# Neolitico preceramico

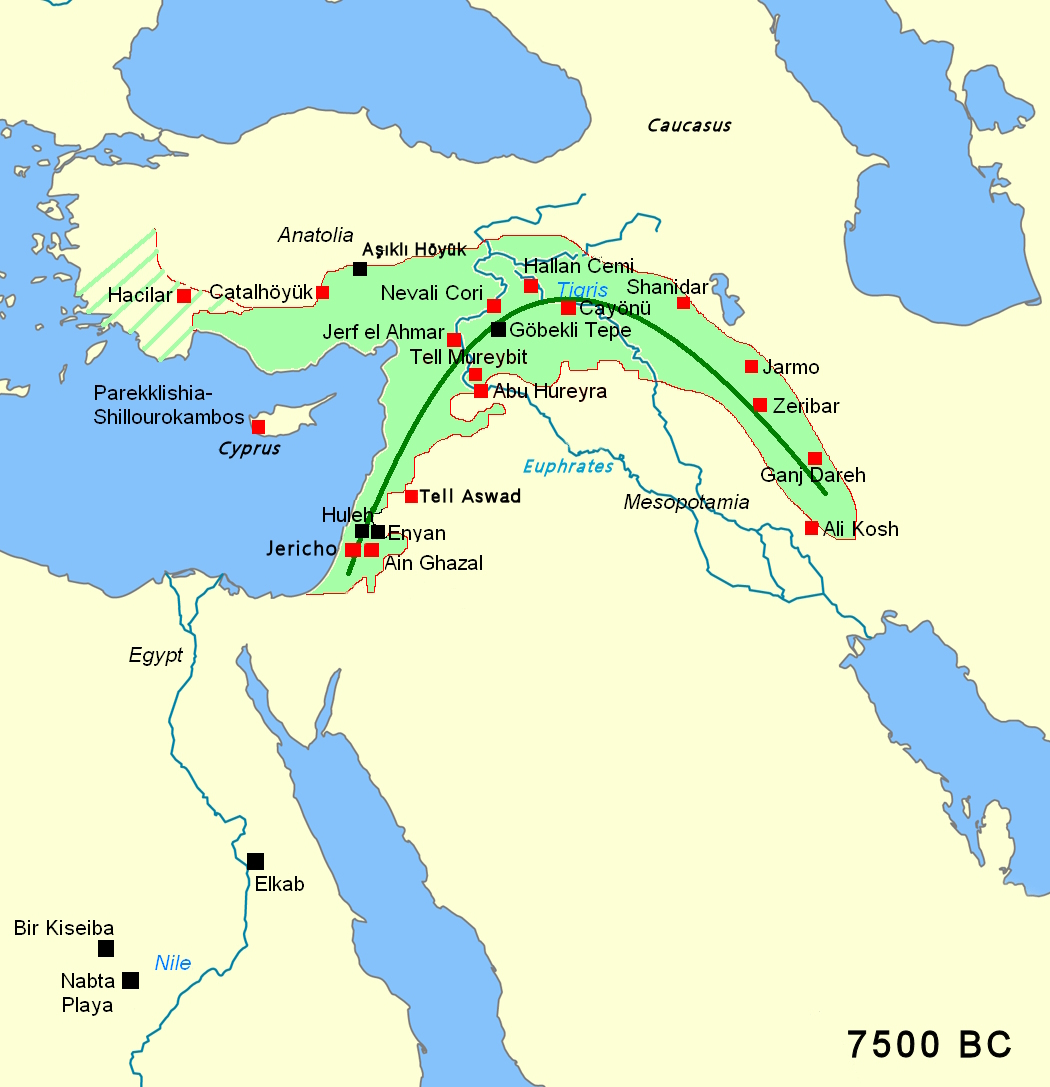
Siti del PPNB (neolitico preceramico B, circa 7500 a.C.)

Il neolitico preceramico (Pre-Pottery Neolithic o, in sigla, PPN, diviso nelle due fasi A e B) rappresenta le culture archeologiche neolitiche che si svilupparono nelle regioni mediorientali e altomesopotamiche della cosiddetta Mezzaluna fertile.
Succedette intorno all'8.200 - 7.200 a.C. circa alla cultura natufiana del mesolitico e le sue due fasi furono definite dall'archeologa Kathleen Kenyon nel sito archeologico di Gerico (Palestina) e sono caratterizzate dall'assenza di ceramica. La fase climatica era di clima arido (Dryas II). La fase B è datata tra il 7.200 e il 6.200 a.C. e sembra sia terminata in corrispondenza di un brusco calo delle temperature, durato circa due secoli.
Nel sito di 'Ain Ghazal, in Giordania è stata individuato un periodo C del neolitico preceramico, (7250 a.C. - 5000 a.C.). Juris Zarins ha proposto un collegamento con la cultura arabica pastorale, che si sarebbe sviluppata a seguito di un maggiore sviluppo delle attività pastorali dopo la crisi climatica e alla fusione con la cultura tardo-natufiana di cacciatori e raccoglitori della Palestina meridionale (cultura harifiana). Questo sviluppo avrebbe collegamenti con le culture del Fayyum e del deserto orientale egiziano e si sarebbe diffuso lungo le coste del Mar Rosso e dalla Siria verso l'Iraq meridionale
Nella fase A si utilizzavano frumento, orzo e legumi, ma non ci sono prove che indichino che fossero coltivati anziché semplicemente raccolti. Tra gli strumenti sono conosciute sia lame a forma di falce, sia pietre da macina, che confermano l'utilizzo di cereali. Nella fase B le popolazioni sembrano essere maggiormente dipese dall'allevamento, che integrò la precedente economia (agricoltura e/o caccia e raccolta).

## Insediamenti

### Neolitico preceramico A
Gli insediamenti consistevano di abitazioni rotonde semisotterranee, con fondazioni in pietra e muri in mattoni di fango crudi con sezione a croce piano convessa; le costruzioni erano coperte da tetti a terrazza. Come focolari venivano utilizzate pietre, il che conduceva all'accumulo di pietre spezzate dal fuoco negli edifici.
All'interno degli insediamenti erano presenti magazzini in pietra o in mattoni di fango, di maggiori dimensioni rispetto ai precedenti natufiani. Gli insediamenti presentano tracce di strutture comunitarie.
Tra gli insediamenti spicca la città di Gerico, dotata di una cinta di mura in pietra e di una massiccia torre intorno all'8.000 a.C.,. e ospitante una popolazione di 2000 o 3000 persone. La funzione delle mura e della torre è discussa: non ci sono evidenze di attività militari e forse si trattava di una difesa dalle inondazioni, volta a proteggere le risorse di sale.

### Neolitico preceramico B
Nella seconda fase nel Medio Oriente meridionale si sviluppano i primi edifici a pianta rettangolare, con pavimento costituito da uno spesso strato di intonaco argilloso, accuratamente levigato. È possibile che fosse proprio quest'uso a condurre alla scoperta della ceramica
I maggiori siti sono quelli di Ain Ghazal, di Yiftahel, nella Galilea occidentale e di Abu Hureyra sul corso superiore dell'Eufrate

## Industria litica
Nella fase A la fabbricazione degli strumenti in pietra era basata su schegge staccate da nuclei regolari. Le lame a forma di falce e le punte di freccia continuano la precedente tradizione natufiana, ma vi si aggiungono asce e zappe.
Nella fase successiva il repertorio degli strumenti si rinnova ed essi vengono per lo più realizzati da nuclei naviformi.

## Varianti regionali
Dopo Gerico sono stati scoperti altri siti dello stesso periodo e definite alcune varianti regionali.
La stessa cultura di Gerico era diffusa nella valle del Giordano e nel Medio Oriente meridionale, comprendendo anche i siti di Netiv HaGdud, di El-Khiam, di Hatoula e di Nahal Oren.
Nel Medio Oriente settentrionale si è definita una variante a partire dal sito di Mureybet (IIIA e IIIB), con differenze nell'industria litica. Altri siti includono Sheyk Hasan e Jefr el-Ahmar.
Altre culture regionali sono definite nel bacino di Damasco dai ritrovamenti del sito di Tell Aswad (IA) e nell'alta Mesopotamia con i siti di Çayönü e di Göbekli Tepe